# 유무 (양효왕)
양효왕 유무(梁孝王 劉武, ? ~ 기원전 144년)는 전한의 황족 · 제후왕이다. 대왕, 회양왕을 역임했고 최종적으로는 양왕이다. 전한 문제의 둘째아들이며 전한 경제의 친동생으로, 오초칠국의 난 진압에서 큰 공을 세웠다. 그러나 경제의 황태제를 노리고 이를 좌절시킨 원앙을 암살해 위기에 몰렸으며, 어머니 효문황후(두태후) · 누나 관도장공주의 도움으로 모면했으나 형과의 사이는 회복되지 못했다.

## 일대기
문제 2년(기원전 178년)에 형제 태원왕 유참 · 양왕 유읍과 함께 왕작에 봉해져, 부황이 왕 시절에 봉국으로 가지고 있던 대나라의 일부를 받아 대나라 왕에 봉해졌다. 대나라의 나머지 영토는 유참이 받아서 태원나라를 이루었다. 문제 4년(기원전 176년), 자신은 회양나라로 옮겨 봉해지고 대나라와 태원나라는 다시 대나라로 합쳐져 유참의 봉국이 되었다.
회양왕으로 7년째인 문제 11년(기원전 169년), 양왕 유읍이 아들 없이 죽자 양나라를 폐했는데, 가의가 상소를 올려 동성 제후국에 대한 경계로 양나라와 회남나라를 세워 양나라로 조나라와 제나라를, 회남나라로 오나라와 초나라를 막을 수 있게 하자고 했다. 이에 문제 12년(기원전 168년), 유무는 회양나라에서 양나라로 옮겨와 수양(睢陽)을 서울로 삼았다. 양나라는 북으로 태산(泰山), 서로는 고양(高陽)을 경계로 삼고, 40여 성을 다스렸다. 양효왕 17년(기원전 162년), 18년(기원전 161년) 연이어 입조하고 장안에 머물러 있다가, 이듬해에 봉국으로 돌아갔다.
양효왕 22년(기원전 157년)에 아버지 문제가 죽어 태자인 형 경제가 황제가 되었다. 양효왕 25년 곧 경제 3년(기원전 154년), 경제가 아직 태자를 정하지 않았는데, 유무가 입조하자 연회를 열고 죽은 후에 유무에게 제위를 물려주겠다고 했다. 유무는 사양했으나 속으로 기뻐했고, 유무를 사랑하는 효문황후도 그러했다.
이해 오초칠국의 난이 일어나자, 양나라는 맨 먼저 오나라와 초나라의 공격을 받아 극벽(棘壁)에서 지고 수만 명이 살해당했다. 양효왕은 두려워하며 다시 요격했으나 패했다. 사세가 급해지자 수양성을 지키면서 조정의 토벌군을 이끌고 있는 주아부에게 도움을 청했으나 주아부는 응하지 않고 다만 오나라와 초나라의 양도를 끊었다. 양효왕은 한안국과 장우를 장수로 쓰고 끝까지 저항하여 오나라와 초나라를 이겼다. 오나라와 초나라는 서쪽으로 나아가고 싶었으나 수성중인 양나라가 꺼려져 그러하지 못했고 마침내 주아부에게 싸움을 걸었다가 대패했다. 양나라가 오나라와 초나라 반군을 죽이고 사로잡은 것이 조정인 한나라와 비슷했다. 그러나 처음 지원 요청을 들어주지 않은 주아부와의 사이에 틈이 생겼다. 한편 제북왕 유지를 살리기 위해 찾아온 공손확의 설득을 받아들여, 제북왕이 죽지 않고 치천왕으로 이봉될 수 있게 했다.
양효왕은 황제와 가장 가까운 혈족으로 효문황후의 사랑을 받았으며, 공적이 있고, 양나라는 강성한 나라였고, 많은 재물을 받았다. 수양성과 자신의 궁전을 크게 개축했고, 천자가 쓰는 정기를 받았으며 출입할 때의 위의는 천자와 비슷했다. 또 사방에서 호걸을 불러모으고 양승(羊勝)·공손궤(公孫詭)·추양(鄒陽) 등을 측근으로 두어 공손궤를 중위로 삼았다. 쇠뇌와 활 등 병기가 수십만이었고, 부고에 쌓은 돈은 1억에 달했으며, 소유한 옥과 보기도 조정보다 많았다. 양효왕 29년(기원전 150년), 양효왕이 입조하자 경제는 극진히 맞아들였고 태후의 연고로 같은 수레를 타고 사냥에 나섰다.
이미 경제 4년(기원전 153년)에 황제는 양효왕이 아닌 자기 아들 유영을 황태자로 세웠다. 그러나 3년 후에 태자를 폐하자 효문황후는 다시 양효왕을 태자로 삼으려 했고, 원앙·주아부 등이 간하면서 일은 성사되지 못했다. 양효왕은 입조할 때마다 태후와 함께 주아부의 단점을 말했고, 이로 인해 주아부와 황제의 사이는 점차 나빠졌으며 이후 다른 일들도 겹쳐져 결국 주아부는 참소를 받고 굶어죽는 처지가 되었다.
한편 양효왕은 공손궤 · 양승과 음모를 꾸미고 마침내 원앙 등 자신이 황태제가 되는 것을 반대한 대신 10여 명을 암살했다. 경제는 조사하기도 전에 이미 양효왕을 의심했고, 과연 사실로 드러나 조정에서 공손궤와 양승을 잡아들이도록 사람을 보내자 양효왕은 후궁에 공손궤와 양승을 숨겼다. 재상 헌구표(軒丘豹)와 내사 한안국이 간언해 결국 공손궤와 양승을 자살하게 하고 장공주를 통해 황제에게 사죄했다. 여러 대신들을 암살한 것으로 인해 양효왕에게 노한 황제의 마음이 조금 풀리자 조현을 청했다. 이때 모란(茅蘭)의 계책을 받아들여, 입관한 후 변장하고 장공주의 뜰에 숨어들어갔다. 이러니 관으로 양효왕이 들어갔다는 수레나 말은 있으나 양효왕은 보이지 않았고, 효문황후는 울며 “황제가 내 아들을 죽였구려!” 하니 경제는 슬프고 두려워했다. 이때 양효왕이 도끼를 메고 대궐 아래에서 사죄하니, 태후와 황제는 모두 기뻐하고 서로 울며 전과 같이 대했다. 그러나 이후 경제는 효왕을 소원히 여기고 같은 수레에 태우지 않았다.
양효왕 35년(기원전 144년), 양효왕은 입조하고 장안에 머물기를 청했으나 경제가 받아들이지 않았다. 귀국해서는 불쾌히 지내던 차에 발이 등에 달린 소를 받자 이를 싫어했고, 열병이 들어 6일 만에 죽었다. 양효왕은 효성이 지극해 생전에 효문황후가 병들었다 들으면 먹지 못했었다. 이제 양효왕이 죽자 두태후는 울면서 먹지 않고, “황제가 과연 내 아들을 죽였도다!”라고 했다. 경제는 장공주와 의논해 양나라를 다섯으로 쪼개 양효왕의 다섯 아들을 모두 왕으로 봉했고, 다섯 딸에게도 탕목읍을 주었다. 그제서야 효문황후는 다시 음식을 들었다.

## 가계
- 전한 문제 = 효문황후
  - 전한 경제
  - 양효왕 유무
    - 양공왕 유매
    - 제천왕 유명
    - 제동왕 유팽리
    - 산양애왕 유정
    - 제음애왕 유불식
    - (이외 다섯 딸)
    - (계통 불명)
      -         -           -             -               -                 - 양왕 유음 (현손의 증손)

양효왕의 가계는 후한 때까지 이어져, 후손 유요는 종정·위위·광록훈을 지냈다.